# Akomodace

Akomodace oka: vlevo při zaostření na vzdálený předmět, vpravo na blízko. Rozdíl je v různém zakřivení oční čočky.

Akomodace oka (z lat. accomodare, přizpůsobit) je proces, při němž se mění optická mohutnost oka obratlovců, a tak se oko zaostřuje na různě vzdálené předměty.

## Popis
K akomodaci dochází mimovolně, ale lze ji do jisté míry vyvolat i vědomě. Zatímco ryby a obojživelníci akomodují tak, že mění vzdálenost mezi čočkou a sítnicí, savci, plazi a ptáci mění optickou mohutnost oční čočky. U primitivních živočichů a u živočichů žijících ve tmě akomodace téměř chybí, ale i například u koně a prasete je málo vyvinuta. Pružná oční čočka lidského oka je uchycena na vláknech řasnatého tělíska (corpus cilliare), jejichž napětí je regulováno ciliárním svalem. Pružnost dodávají čočce vláknité molekuly pojivových bílkovin. Tělísko oční čočku napíná a zplošťuje. Rovnováha mezi silami vznikajícími pružností čočky a silami vznikajícími pružnosti řasnatého tělíska vede k tomu, že čočka je u normálního uvolněného oka zaostřena do dálky. V této situaci je čočka nejvíce zploštělá. Výše popsaná situace, kdy je oko zaostřeno do dálky nastává, jsou-li ciliární svaly uvolněny. Pokud chceme zaostřit na blízký předmět, působí tyto svaly tak, že snižují „tah" řasnatého tělíska a čočka se stává „oblejší". Zvětší se tedy její optická mohutnost a dojde k zaostření na bližší předmět. Subjektivně nejpohodlnější je proto pohled do dálky, kdy jsou akomodační svaly zcela uvolněné. Zaostření na blízko vyžaduje určitou námahu akomodačních svalů.
Zdravé lidské oko dokáže měnit optickou mohutnost čočky o 12–15 dioptrií, takže se dokáže akomodovat od „nekonečna“ až na vzdálenost 7 cm. Tato změna proběhne za 0,35 až 1,5 sec a je provázena jednak konvergencí optické osy obou očí (sbíhavost při zaměření na blízký předmět), jednak zmenšením zornice.

## Poruchy akomodace

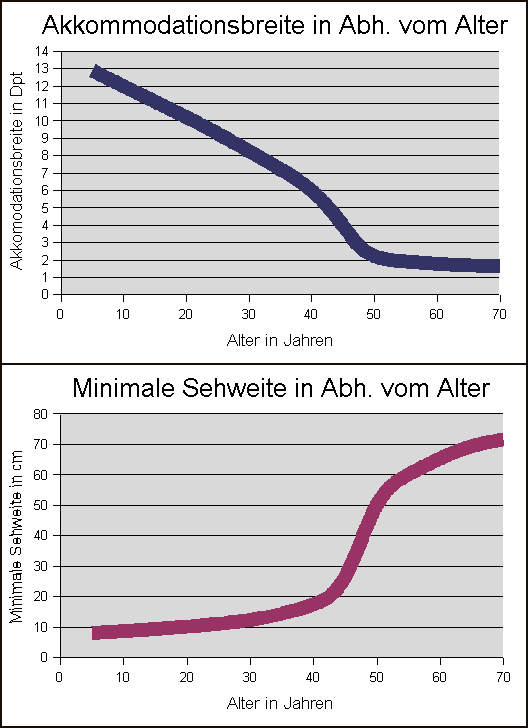
Akomodace v závislosti na věku (vodorovná osa).
Horní obrázek: rozsah akomodace v dioptriích.
Dolní obrázek: minimální vzdálenost pro ostré vidění v cm.

- Krátkozrakost čili myopie – ostrý obraz vzdálených předmětů vzniká před sítnicí. Koriguje se brýlemi (čočkami) rozptylkami.
- Dalekozrakost čili hypermetropie – ostrý obraz blízkých předmětů vzniká za sítnicí. Koriguje se brýlemi (čočkami) spojkami. Obojí lze taktéž korigovat operací laserem či implantáty.
- Presbyopie je zhoršování akomodačních schopností s věkem: jak šíře, tak rychlost akomodace s věkem klesá. Tím se krátkozrakost do jisté míry kompenzuje, člověk však není schopen zaostřit na blízké předměty, například při čtení.